# アール・デュー
アール・デュー（英語: Earl Dew, 1921年 - 1941年2月2日）は、アメリカ合衆国の騎手。

## 略歴
アイオワ州サック郡サック市生まれ。父が騎手だったことから、幼年期より馬に慣れ親しんでいた。
1937年、16歳でサラブレッド競馬のプロ騎手としてシカゴで騎乗を開始、1938年までには当地で頭角を現した。その後ニューオーリンズのフェアグラウンド競馬場に移り、1939年11月29日に脚を骨折するまでリーディングジョッキーの座を守った。やがて、サンタアニタパーク競馬場などを経て、メキシコ・ティフアナにあったアグア・カリエンテ競馬場で騎乗した。
1940年、デューはウォルター・テイラーという騎手と全米リーディングジョッキー争いを演じていたが、1940年の最終日の騎乗でテイラーが落馬負傷したこともあって、通算287勝を挙げて全米リーディングジョッキーの座を獲得した。テイラーとの差はわずか1勝であった。
1941年1月7日、アイオワ州の州都デモインにおいて、大リーグ選手ボブ・フェラーとともに表彰された。同年2月2日、主戦場のアグア・カリエンテ競馬場において、リーディングジョッキーの表彰と記念の金時計の授与式が行われたが、授与式後に行われた第6レースで騎乗馬が直線半ばで故障し、落馬したところにさらに2頭の馬が激突するという事故に遭遇、頭蓋骨骨折による脳内出血の為、搬送中の救急車の車中で死亡した。
3月3日には、デューが騎乗したことのあるサンタアニタパーク競馬場で追悼式が行われた。遺体は生まれ故郷のアイオワ州サック市に葬られている。

## 騎乗馬
- ミオランド